# البازي الأشهب
البازي الأشهب أو البازي الأزرق هو سارق أندلسي من إشبيلية اشتهر في عهد المعتمد بن عبَّاد خلال القرن الخامس الهجري (الحادي عشر الميلادي). عُرِفَ البازي الأشهب بمهارته ودهائه في السرقة والاحتيال، وكان يستهدف في سرقاته البدو على وجه الخصوص.
في خلال عهد المعتمد بن عباد كثرت سرقات البازي الأشهب واحتيالاته، وتلقَّى المعتمد الكثير من الشكاوى حوله من عامة الناس. وعندما قُبِض عليه أخيراً أمر المعتمد بصلبه على طريقٍ بالبادية، ليراه الناس ويعرفوه. ويُقَال أنه بينما كان مصلوباً على الطريق مرَّت به امرأته وبناته يبكين ويشتكين له بقولهن: «لمن تتركنا بعدك؟»، وقد كان هناك في الآن ذاته بدويٌّ يمشي على الطريق مع بغله، فناداه البازي وقال: «يا سيدي، انظر في أية حالةٍ أنا، ولي عندك حاجة فيها فائدة لي ولك»، فأجابه: «وما هي هذه الحاجة؟»، فقال: «انظر إلى تلك البئر القريبة، فإنّي لمَّا أرهقني الشرط في الطَّلب ألقيت فيها مائة دينار، فعسى تحتال في إخراجها، وهذه زوجتي وبناتي يمسكن بغلك خلال ما تخرجها». وقد نزل البدوي بالفعل البئر بحبل، لكن عندما وصل قاعه قطعت زوجة البازي الحبل، وسرقت بغله وفرَّت مع بناتها، ولأن الوقت كان صيفاً، فإنَّ المارة بالطريق كانوا قليلين، ومضى وقتٌ طويل بعد هروبهم حتى جاء من ينقذ البدوي.
انتشرت قصة البازي الأشهب مع البدوي الذي سرقه وهو مصلوب، وذاعت بين عامة الناس حتى وصلت مسامع المعتمد، فاستغرب من ذلك، وأمر بأن يُحضَر إليه البازي. وعندما وضع أمام المعتمد سأله: «كيف فعلتَ هذا مع أنَّك في قبضة الهلكة؟»، فأجابه: «يا سيّدي لو علمتَ قدر لذَّتي في السرقة خَلَيْتَ ملكك واشتغلت بها»، فضحك المعتمد ولعنه، لكنه قرَّر استغلال دهائه في نفع الدولة، فقال له: «إن سرَّحتك وأحسنت إليك وأجريت عليك رزقاً يقلُّك، أتتوب عن هذه الصنعة الذميمة؟»، فأجاب البازي: «يا مولاي، كيف لا أقبل التوبة وهي التي تخلّصني من القتل؟». وقد كان ذلك، فعفى المعتمد عن البازي الأشهب، وعيَّنه مع حراس قرى إشبيلية.

## الهوامش
1. 1 2  أدهم 2000، صفحة 129
2. 1 2  أدهم 2000، صفحة 130
3. ↑  أدهم 2000، صفحة 131